# Webový zdroj
Webový zdroj, jinak nazývaný také webový kanál (v angličtině web feed nebo news feed), je označení pro datový formát používaný k poskytování často aktualizovaného obsahu (údaje z různých webů, například zpravodajské články, příspěvky v blozích, informace o počasí, žebříčky, výsledky vyhledávání apod.) uživatelům.
Proces, kterým se webový zdroj dostává k uživateli, se nazývá odběr, soustředění několika takových zdrojů je známo jako agregace (agregující software, agregátor, v některých případech RSS čtečka).
Specifickým případem poskytování a odběru webového zdroje je syndikovaný zdroj. Syndikace je poskytování informací o údajích nebo stránkách (článcích) z různých webů v jednom webovém zdroji. Častým případem je syndikátní výběr informací na základě určeného kritéria.
Webové zdroje jsou poskytovány v několika formátech, původně HTML nebo XML dokumenty obsahující odkazy na web nebo její podsekce, nověji se používá rodina formátů RSS a Atom umožňujících syndikace i jiných informací než jsou textové (obrázky, audio a video obsah, časové a geografické značky, ikony).
Distributoři obsahu umožňují uživatelům přihlásit se k odběru kanálu přidáním adresy zdroje ke klientovi – agregátoru zpráv (nazývanému také čtečka zdrojů nebo čtečka zpráv). Uživatelé se obvykle přihlásí k odběru kanálu ručním zadáním URL kanálu nebo kliknutím na odkaz ve webovém prohlížeči nebo přetažením odkazu z webového prohlížeče do agregátoru. Webové zdroje provozuje mnoho zpravodajských webů, weblogů, škol a podcasterů. Webové zdroje jsou navrženy tak, aby byly čitelné spíše strojově než člověkem, lze je také použít k automatickému přenosu informací z jedné webové stránky na druhou bez jakéhokoli lidského zásahu.